# Eustrotia pyrella
Eustrotia pyrella là một loài bướm đêm trong họ Noctuidae.